# Chiesa di San Martino in Nosiggia
La chiesa di San Martino in Nosiggia era una chiesa di Milano. Situata nell'attuale area, allora edificata, di piazza Belgioioso, fu demolita nel 1787.

## Storia
Della chiesa si ha traccia in documenti risalenti al VIII secolo per essere poi citata in dei documenti relativi ad un concilio provinciale del 1119. Nella chiesa sarebbe stato battezzato Papa Pio IV. Il nome "Nosiggia", dato per distinguerla da altre chiese dedicate allo stesso santo, deriverebbe o per il patronato della famiglia Nusiggia o per corruzione del nome derivato da antico albero di noce presente sull'area di edificazione della chiesa, noce peraltro stemma della famiglia Nusiggia

## Architettura
La chiesa presentava una pianta longitudinale divisa in tre navate e quattro altari, con ambienti affrescati. La chiesa, al contrario della sua "gemella" chiesa di Santo Stefano in Nosiggia mantenne sempre l'aspetto antico, con soffitto basso e navate piuttosto anguste, eccetto che per l'altare maggiore rinnovato con una balaustrata in marmo. Sull'ingresso era affrescato il santo titolare della chiesa mentre donava metà della sua veste ad un mendicante.